# Nymphendolde
Die Nymphendolde (Astydamia latifolia) ist die einzige Art der monotypischen Pflanzengattung Astydamia und gehört zur Familie der Doldenblütler (Apiaceae).

## Beschreibung

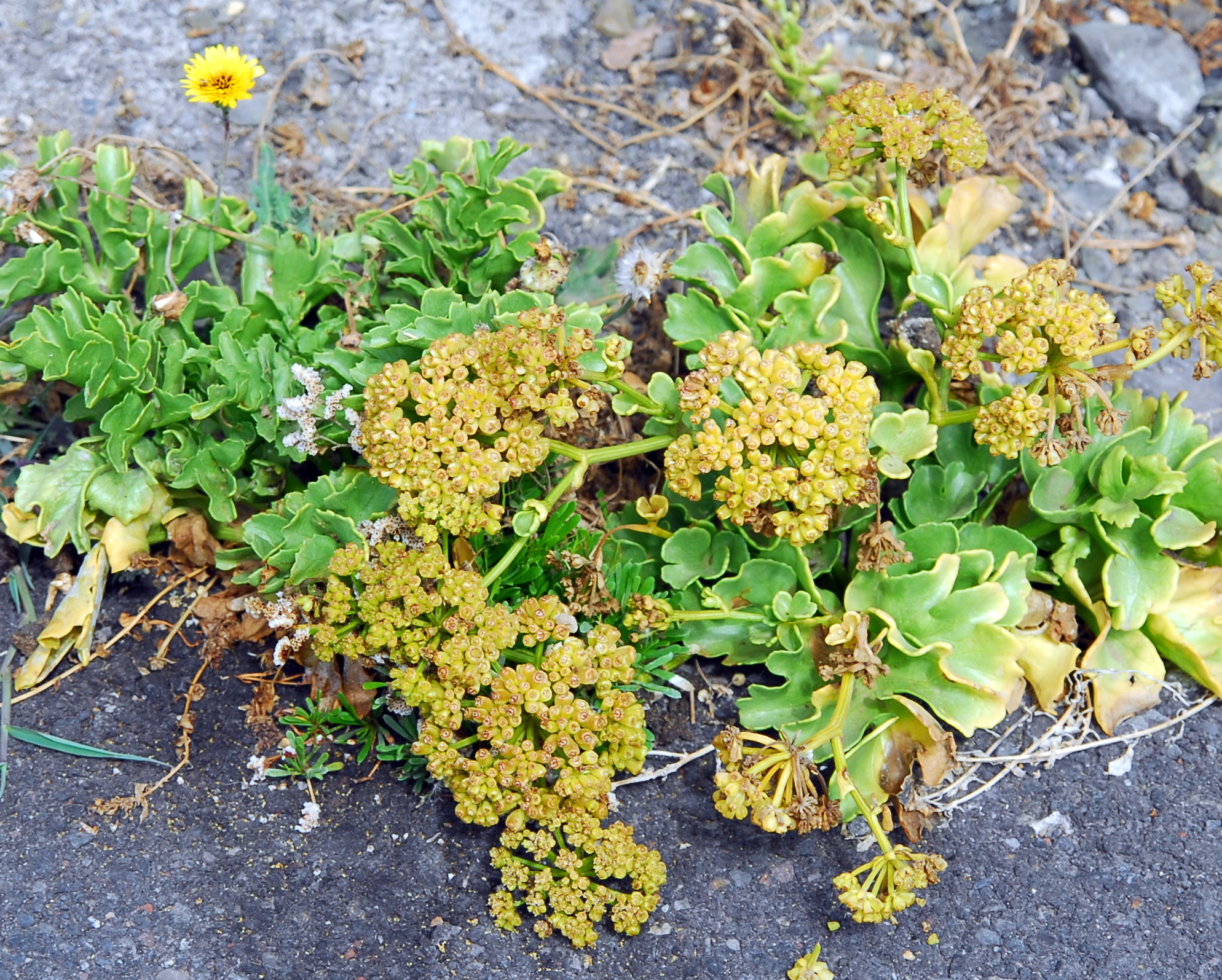
Habitus im Habitat auf Gomera

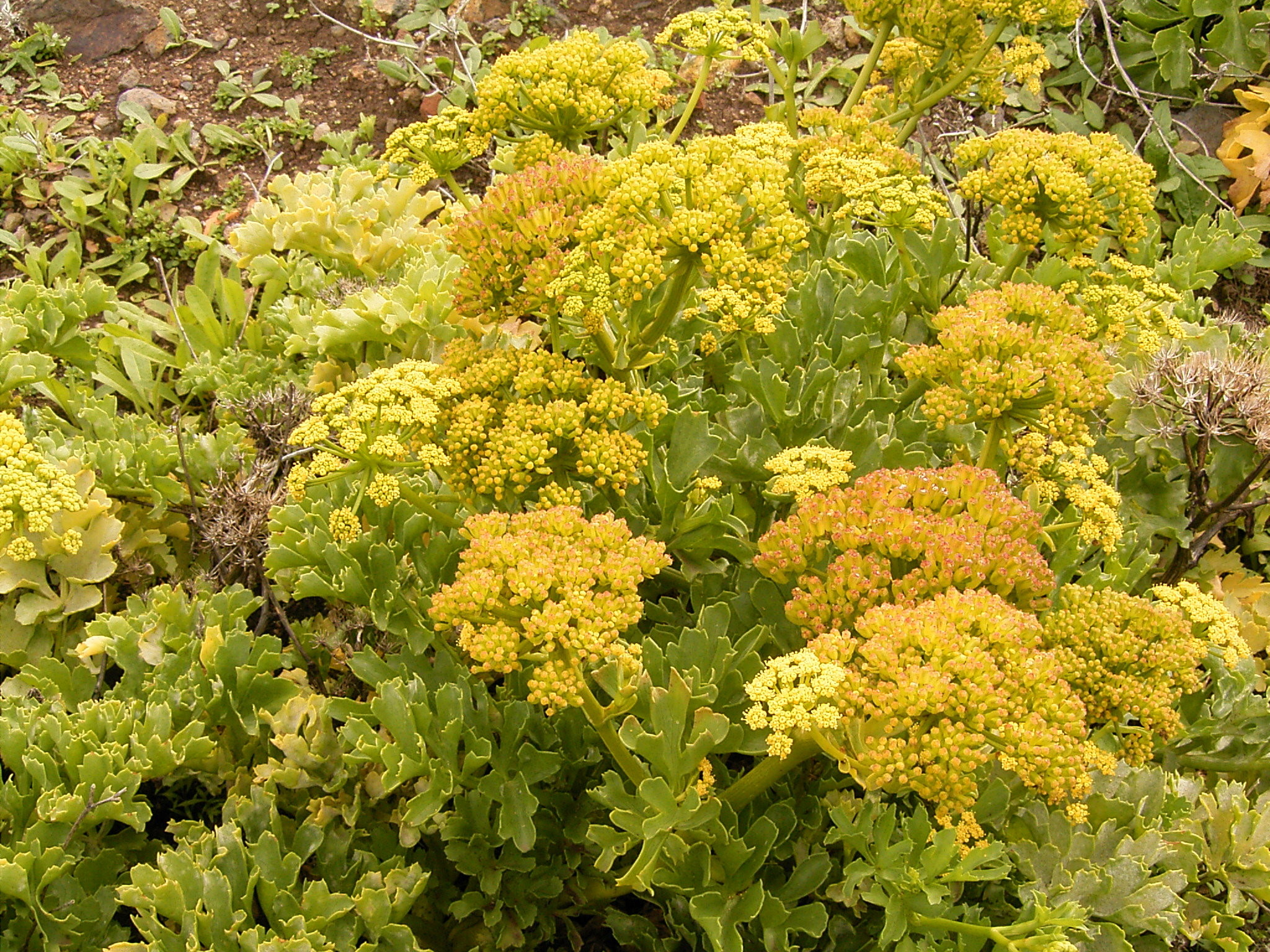
Doppeldoldige Blütenstände

### Vegetative Merkmale
Die Nymphendolde wächst als mehrjährige krautige Pflanze und erreicht Wuchshöhen von 10 bis 40 Zentimetern. Die fleischigen Laubblätter sind kahl, am Grund verbreitert und halb stängelumfassend. Die Farbe ist grün, oft auch gelbgrün. Die Abschnitte der gefiederten Blätter sind unregelmäßig eingeschnitten, gezähnt und einwärts gedreht.

### Generative Merkmale
Die Blütezeit reicht von Dezember bis April. Auf einem aufrechten, grünen bis graugrünen Blütenstandsschaft steht ein doppeldoldiger Blütenstand, der bis zu 15-strahlig ist. Die Doppeldolde kann einen Durchmesser bis zu 15 Zentimetern erreichen und hat zahlreiche lanzettliche Hüll- und Hüllchenblätter. Die Blüten sind gelb.
Die hellbraunen Früchte sind seitlich verbreitert und haben jeweils drei Rippen.

## Vorkommen
Die halophytische Nymphendolde wächst im Spritzwasserbereich der Felsküsten. Das Verbreitungsgebiet umfasst Marokko, die Ilhas Selvagens und die Kanarischen Inseln. In der älteren Literatur wird eine makaronesische, mauretanische Verbreitung angegeben.
Für die kanarischen Inseln handelt es sich bei der Nymphendolde um eines der repräsentativsten Elemente der Pflanzengesellschaften der Küstenzonen, insbesondere entlang der Nordküsten. Dort ist Astydamia latifolia zusammen mit Frankenia ericifolia, Schizogyne sericea und Limonium pectinatum kennzeichnend für die Pflanzengesellschaft des Frankenio-Astydamietum.

## Systematik
Die Erstveröffentlichung erfolgte 1782 unter dem Namen (Basionym) Crithmum latifolium durch Carl von Linné den Jüngeren in Supplementum Plantarum Systematis Vegetabilium Editionis Decimae Tertiae, Generum Plantarum Editiones Sextae, et Specierum Plantarum Editionis Secundae. Editum a Carolo a Linné. Brunsvigae. Seite 180. Die Neukombination zu Astydamia latifolia (L. f.) Baill. wurde 1879 durch Henri Ernest Baillon in seiner Histoire des Plantes veröffentlicht. Die Gattung Astydamia DC. wurde durch Augustin Pyramus de Candolle in Collection de Mémoires pour servir à l'Histoire de Règne végétal... aufgestellt. Der Gattungsname Astydamia bezieht sich auf die mythische Gestalt der Astydameia, Tochter des Okeanos (Oceanus).
Astydamia latifolia ist die einzige Art der monotypischen Gattung Astydamia. Die Gattung Astydamia gehört zur Tribus Annesorhizeae in der Unterfamilie Apioideae innerhalb der Familie Apiaceae.